# 마라트 바샤로프

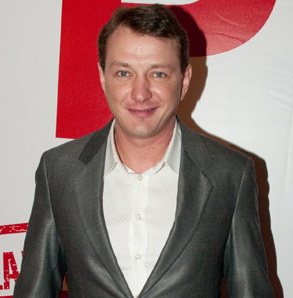

마라트 바샤로프(Марат Алимжанович Башаров, 1974년 8월 22일 ~ )는 소련의 배우, 텔레비전 배우이다.
모스크바에서 태어났다.

## 영화
- 쓰리 세컨즈 (2017년) - 테레스첸코 역
- 헤리티지 오브 러브 (2015년)
- 바탈리온 (2015년)
- 유렌카 (2009년)
- 레닌그라드: 900일간의 전투 (2009년) - 유라 크라스코 역
- 테라 노바 (2008년)
- 1612: 크로니클스 오브 더 다크 타임 (2007년)
- 플레잉 더 빅팀 (2006년)
- 72 메트라 (2004년)
- 결혼 (2000년)
- 러브 오브 시베리아 (1998년)